# Mikołaj Struś (1577–1627)

Herb Korczak

Mikołaj Struś herbu Korczak (ur. w 1577 roku – zm. 18 czerwca 1627 roku) – kasztelan kamieniecki w 1627 roku, starosta halicki w latach 1619–1627, starosta chmielnicki, lubaczowski, śniatyński i kołomyjski w 1619 roku, starosta łojohorski w pierwszej połowie XVII wieku, starosta lubecki w 1606 roku, starosta jasielski w latach 1613–1621, pułkownik, komendant polskiego garnizonu na Kremlu w 1612 r.
Ostatni znany przedstawiciel Strusiów z Komorowa. Syn Jakuba Strusia i Barbary Potockiej. O jego młodości niewiele wiadomo. Informacje na temat tej postaci dotyczą przede wszystkim jego służby w wojsku I Rzeczypospolitej.

## Kariera wojskowa

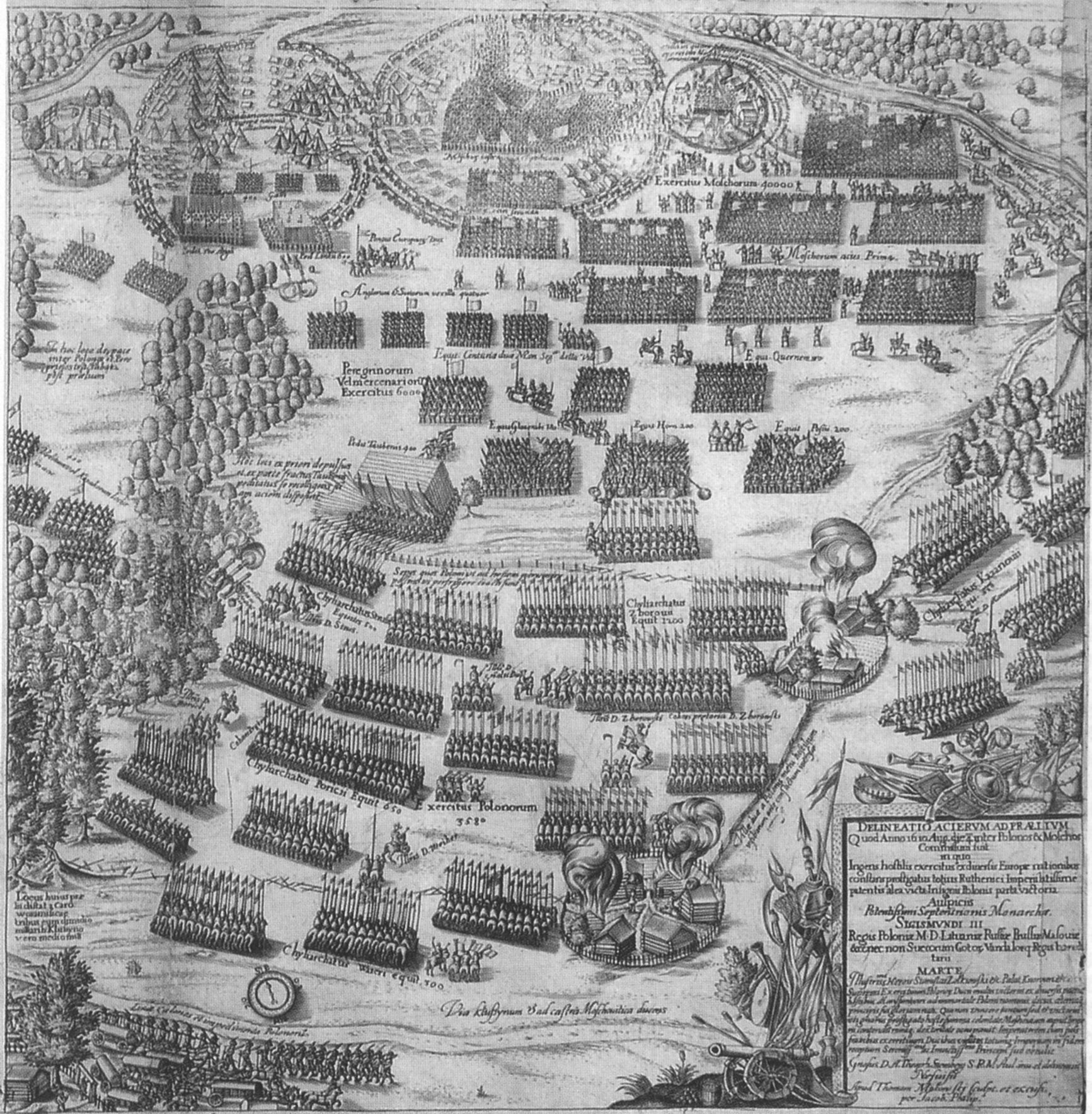
Bitwa pod Kłuszynem na miedziorycie z XVII w.

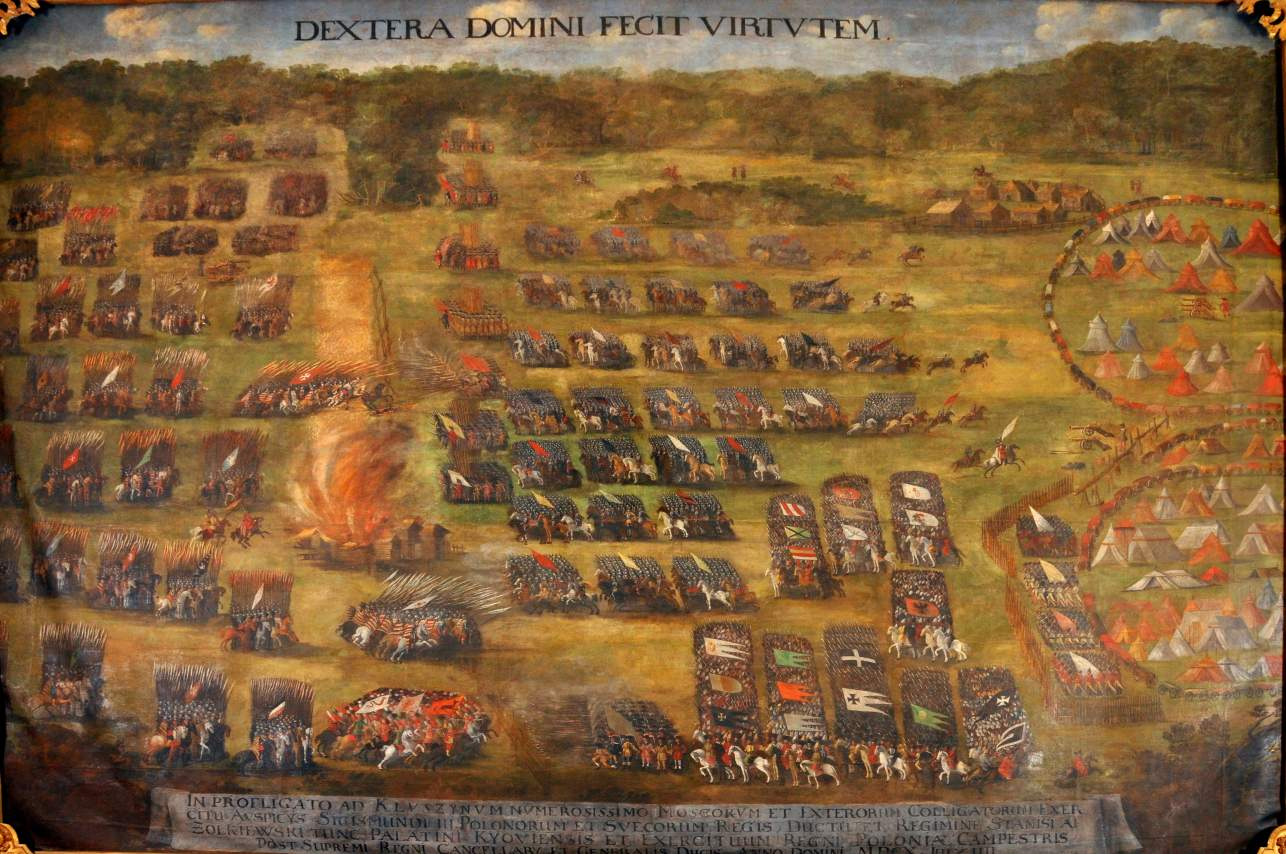
Bitwa pod Kłuszynem na obrazie Szymona Boguszowicza

Prawdopodobnie w latach 90. XVI w. rozpoczął służbę wojskową u boku swojego stryja Jerzego Strusia. Podczas sejmu warszawskiego 7 marca 1591 r. otrzymał przywilej królewski na zagospodarowanie włości kamienieckiej na Podolu. Brał udział w wielu bitwach i potyczkach toczonych głównie na wschodnich terenach I Rzeczypospolitej, a także w Mołdawii, Rosji i Inflantach. W 1595 r. prawdopodobnie uczestniczył w wyprawie hetmana koronnego Jana Zamoyskiego do Mołdawii. W 1596 r. pod dowództwem Stanisława Żółkiewskiego brał udział w tłumieniu powstania kozackiego Seweryna Nalewajki, a 11 lutego 1597 udał się z Jerzym Strusiem i Janem Potockim do Niemirowa by uniemożliwić kozakom przeprawę przez Dniestr. W 1600 r. uczestniczył w wyprawie Jana Zamoyskiego przeciw Michałowi Walecznemu, gdzie 20 października brał udział w bitwie pod Bukowem nad Telezyną dowodząc rotą kozacką. W latach 1601–1602 brał udział w kampanii w Inflantach uczestnicząc w walkach o odzyskanie Wolmaru, Fellina i Białego Kamienia. 19 stycznia 1602 r. jako reprezentant jazdy polskiej został przyjęty w Wilnie przez króla Zygmunta III Wazę w sprawie wypłaty zaległego żołdu. Najpóźniej w 1605 r. został rotmistrzem chorągwi kozackiej, a 28 stycznia 1606 r. nad rzeką Udycz walczył z Tatarami Kantymira. Od jesieni 1609 r. Struś uczestniczył w kampanii smoleńskiej, dowodząc oddziałem 150 husarzy, 50 kozaków i 100 piechoty. W dniu 4 lipca 1610 r. brał udział w bitwie pod Kłuszynem, gdzie dowodził lewoskrzydłowym pułkiem jazdy, oddziałem piechoty i artylerią. Po bitwie razem z Aleksandrem Zborowskim i Mikołajem Ściborem Marchockim wyruszył jako przedstawiciel wojska do króla Zygmunta III, 17 lipca wręczył królowi trzynaście zdobytych w walce chorągwi. Wiosną 1612 r. dowodząc oddziałem 1 tys. piechoty i 3 tys. jazdy, dołączył do sił Jana Karola Chodkiewicza wysłanego na pomoc załodze polskiej na Kremlu, gdzie 27 czerwca objął dowodzenie. We wrześniu w wyniku nacisków sił moskiewskich Struś rozpoczął rokowania z Rosjanami. Skuteczne szturmy sił rosyjskich pod wodzą Trubeckiego doprowadziły 7 listopada do kapitulacji Polaków. Nie dotrzymano warunków kapitulacji i część żołnierzy wymordowano, natomiast pułkownika Strusia uwięziono w klasztorze Czudowskim. Po siedmiu latach niewoli, mimo działań króla, oficerów oraz licznej szlachty ruskiej został uwolniony nad rzeką Polanówką 10 czerwca 1619 r., dopiero pół roku po zawarciu rozejmu w Dywilinie. Podczas bitwy pod Cecorą (19 września 1620 r.) dowodził pułkiem złożonym z 2050 ludzi i wchodził w skład ścisłej rady wojennej. Walcząc na prawym skrzydle, został ranny i dostał się do niewoli. Był więziony prawdopodobnie na Krymie. O uwolnienie Strusia i Krzysztofa Charlińskiego zwróciła się do króla Zygmunta III szlachta zgromadzona 21 lipca 1621 r. na sejmiku w Wiszni. Wolność odzyskał prawdopodobnie pod koniec 1622 r. i od tego czasu nie brał już udziału w czynnej służbie wojskowej.

## Majątek
Mikołaj Struś posiadał miasteczka Probużnę i Strusów oraz wsie Touste i Hrynkowce w ziemi halickiej. Wsie sprzedał w 1609 r. Zofii z Zamiechowa, żonie kasztelana halickiego Jana Golskiego, późniejszej fundatorce kościoła św. Trójcy w Podhajcach.